# Ministerium Lammasch
Das Ministerium Lammasch (27. Oktober 1918 – 11. November 1918; „Ministerium“ bezeichnete im damaligen Sprachgebrauch das ganze Kabinett) war die letzte von Kaiser Karl I. bestellte Regierung der österreichischen Länder (Cisleithanien); sie folgte auf das nur drei Monate amtierende Kabinett von Max Hussarek von Heinlein. K.k. Ministerpräsident wurde der Nichtpolitiker und Rechtswissenschaftler Heinrich Lammasch. Das Kabinett wurde während des Zerfalls Österreich-Ungarns am Ende des Ersten Weltkriegs ernannt und blieb auf Wunsch des Kaisers bis zu seinem Verzicht auf jeden Anteil an den Staatsgeschäften in Deutschösterreich im Amt. Ebenso blieben bis zu diesem Tag die drei bis 31. Oktober 1918 gemeinsamen Minister beider Reichshälften im Amt.

## Geschichte der Regierung Lammasch

### Vorschlag zur Ernennung
Die schon unter Franz Joseph I. herrschende Ratlosigkeit, wie die Zukunft der Monarchie zu sichern sei, setzte sich unter Karl I. fort und verstärkte sich 1917 mit dem Kriegseintritt der USA und 1918 mit der befürchteten Niederlage im Ersten Weltkrieg. In den zwei Jahren seiner Regierung ernannte der junge Kaiser insgesamt vier k.k. Ministerpräsidenten, ohne damit die Lage zu verbessern. Die letzte Ernennung fiel in Wochen, in denen die Doppelmonarchie als Ganzes und speziell Cisleithanien unübersehbar in Auflösung begriffen waren.
Der Publizist Friedrich Funder hielt fest, der Vorschlag zur Ernennung Lammaschs zum Ministerpräsidenten sei am 24. Oktober 1918 in der von ihm geleiteten christlichsozialen Wiener Tageszeitung Reichspost gemacht worden, und zwar nach Unterredungen mit dem christlichsozialen Vordenker Ignaz Seipel. Das Blatt habe unter dem Titel Ein Ordnungsministerium! die Einsetzung einer über allen neuen Fraktionen stehenden Ordnungsgewalt verlangt, die als unparteiische Sachwalterin der künftigen nationalen Staatswesen fungieren und bis zu deren Etablierung die Aufrechterhaltung der Infrastruktur (Wirtschaft, Verkehr, Finanzen) gewährleisten solle. Vertreter der neuen Nationalräte könnten sich an dieser Regierung, die keine Zentralregierung im bisherigen Sinn sein würde, beteiligen. Das Blatt schlug dem Kaiser vor, Heinrich Lammasch ohne Verzug zu bestellen. Die Parlamentsparteien hätten diesen Vorschlag nicht abgelehnt.
Nüchterner schätzte wohl am 26. Oktober 1918 die Wiener Tageszeitung Neue Freie Presse, das international bekannteste Blatt Altösterreichs, die Lage ein, die Lammasch als „Liquidator des alten Österreich“ und seine Regierung als Liquidationsministerium ankündigte. Es wurde betont, dass er die so gut wie unlösbare Aufgabe übernommen habe, aus den schon getrennten Teilen Altösterreichs mit ihren Nationalversammlungen einen neuen Staatenbund zu gestalten. Dies entsprach, wie sich in den nächsten vier Tagen herausstellen sollte, der Realität.
Das Zentralorgan der Sozialdemokratie, die Arbeiter-Zeitung, ging am 26. Oktober davon aus, der Hauptzweck der Berufung Lammaschs sei wohl, „dass seine Ernennung auf das gegnerische Ausland einen guten Eindruck machen kann“. Das Kabinett Lammasch wäre „eine Regierung der friedlichen Auseinandersetzung im Innern und der Erlangung des Friedens nach außen […] Gegenüber dem Ernst dieser Aufgaben müssen natürlich alle Bedenken zurücktreten.“ Seipel, Redlich und Schumpeter seien als Regierungsmitglieder im Gespräch. Es wurde aber auch berichtet, dass Tschechen und Südslawen die Beteiligung bereits abgelehnt hätten.

### Minister
Das Ernennungsschreiben für Lammasch und die Minister wurde in der amtlichen Wiener Zeitung am 28. Oktober 1918 publiziert. Fünf Minister waren bereits seit 1917 im Amt, weitere drei hatten dem am 27. Oktober 1918 enthobenen Ministerium Hussarek-Heinlein angehört; der Ministerpräsident und fünf Minister wurden zum ersten Mal in die k.k. Regierung berufen.
| k.k. Minister                                                   | Amtsinhaber                            | Partei | k.k. Behörde                                        | Anmerkung |
| --------------------------------------------------------------- | -------------------------------------- | ------ | --------------------------------------------------- | --- |
| Ministerpräsident                                               | Heinrich Lammasch                      |        | Ministerratspräsidium                               | |
| Ackerbauminister                                                | Ernst Graf von Silva-Tarouca           |        | Ackerbauministerium                                 | seit 30. Aug. 1917 (Seidler, Hussarek) im Amt |
| Handelsminister                                                 | Friedrich Freiherr von Wieser          |        | Handelsministerium                                  | seit 30. Aug. 1917 (Seidler, Hussarek) im Amt |
| Minister für Kultus und Unterricht                              | Richard Edler von Hampe                |        | Ministerium für Kultus und Unterricht               | vorher Sektionschef |
| Finanzminister                                                  | Josef Redlich                          | DN     | Finanzministerium                                   | 1931: Buresch |
| Minister des Innern                                             | Edmund Ritter von Gayer                |        | Ministerium des Innern                              | seit 11. Juni 1917 (Clam-Martinic, Seidler, Hussarek) im Amt |
| Justizminister                                                  | Paul von Vittorelli                    |        | Justizministerium                                   | 1919–1930: Präsident des Verfassungsgerichtshofs |
| Minister für öffentliche Arbeiten                               | Emil Homann von Herimberg              |        | Ministerium für öffentliche Arbeiten                | zuvor 24. Juni–30. Aug. 1917 (Seidler) und seit 25. Juli 1918 (Hussarek) im Amt |
| Eisenbahnminister                                               | Karl Freiherr von Banhans              |        | Eisenbahnministerium                                | seit 24. Juni 1917 (Seidler, Hussarek) im Amt |
| Minister für soziale Fürsorge                                   | Ignaz Seipel                           | CS     | Ministerium für soziale Fürsorge                    | 1922–1930: Bundesregierung Seipel I bis Seipel V und Vaugoin |
| Minister und Leiter des Amtes für Volksernährung                | Ludwig Paul                            |        | Amt für Volksernährung (beim Ministerratspräsidium) | seit 26. Feb. 1918 (Seidler, Hussarek); 1919 Staatssekretär für Verkehrswesen (Renner II, III); das Ressort wurde (von Renner I bis Seipel I) bis 16. April 1923 weitergeführt, dann aufgelassen |
| Minister für Volksgesundheit                                    | Ivan Horbaczewski                      |        | Minister für Volksgesundheit                        | zuvor seit 30. August 1917 Minister (Seidler, Hussarek, ohne Portefeuille bis 29. Juli 1918) |
| Mit der Leitung des Ministeriums für Landesverteidigung betraut | Friedrich Freiherr Lehne von Lehnsheim |        | Ministerium für Landesverteidigung                  | Sektionschef, mit der Leitung betraut |
| Minister (inoffiziell: Staatsminister für Galizien)             | Kasimir Ritter von Galecki             |        | Ministerratspräsidium                               | zuvor Sektionschef, seit 26. Juli 1918 (Hussarek) im Amt |

Nach dem Ende der Monarchie dienten fünf Mitglieder des letzten kaiserlichen Kabinetts dem republikanischen Österreich: Lammasch fungierte als Berater der österreichischen Delegation bei den Friedensverhandlungen in Saint-Germain 1919, Seipel wurde christlichsozialer Parteiführer, Bundeskanzler und einer der umstrittensten Politiker der Ersten Republik, Redlich und Paul dienten als Fachminister, Vittorelli wurde als Präsident des Verfassungsgerichtshofes berufen.

### Situation von Staat und Regierung
Am Tag nach der Ernennung der Regierung wurde in Prag der republikanische tschechoslowakische Staat gegründet; man begann, kaiserliche Embleme zu entfernen. An Widerstand der bisherigen Staatsgewalt war nicht zu denken, da die Interessen der tschechischen und der deutschen Altösterreicher auch in Heer und Polizei weit auseinander lagen.
Bis zum Ende des Oktobers 1918 machten sich, ausgenommen die Bukowina, alle nichtdeutschen Gebiete Cisleithaniens, wie seit 1917 angekündigt, von Altösterreich unabhängig, ohne die Wiener Regierung noch weiter zu beachten.
Die in Wien von staatsloyalen Kräften noch Mitte Oktober gehegte Hoffnung, der Reichsrat und die k.k. Regierung könnten den geordneten Umbau Altösterreichs in einen Staatenbund moderieren (siehe Völkermanifest vom 16. Oktober), erwies sich als illusorisch.
In den deutschen Gebieten der bisherigen westlichen Reichshälfte Österreich-Ungarns nahm mit ihrer Angelobung am 31. Oktober 1918 die am 30. Oktober gewählte erste Regierung Deutschösterreichs, die Staatsregierung Renner I, die Arbeit auf, nachdem bereits seit 21. Oktober 1918 die Provisorische Nationalversammlung getagt hatte. Die Realunion Altösterreichs mit dem Königreich Ungarn wurde von diesem, wie Mitte Oktober angekündigt, mit Zustimmung des Kaisers und Königs per Ende Oktober 1918 beendet, so dass auch für die drei gemeinsamen k.u.k. Ministerien die Existenzgrundlage wegfiel.
Vielerorts wurden Ende Oktober die Kaiseradler und die Buchstaben k.k. bei Aufschriften entfernt, unter anderem in Prag und Wien, wo Offiziere auf der Straße dazu gedrängt wurden, die kaiserlichen Kokarden von den Kappen zu nehmen. Am 1. November leistete Johann Schober, Leiter der Polizeidirektion Wien, den Eid auf den deutschösterreichischen Staatsrat. In Graz drohten die Sozialdemokraten, bei einer Massenversammlung am 3. November 1918 alle kaiserlichen Embleme zu entfernen. Daraufhin ordnete die Statthalterei am 2. November mit Zustimmung von Innenminister Gayer an, die Embleme von Amts wegen zu beseitigen.
Am 30. Oktober 1918 wäre das Ministerium Lammasch im Abgeordnetenhaus des Reichsrats vorzustellen gewesen, doch wurde dessen Sitzung mit Rücksicht auf die obwaltenden Verhältnisse innerhalb von zwei Minuten auf den 12. November 1918 vertagt, ohne dass die neue Regierung auch nur erwähnt worden wäre. Am gleichen Tag hätte sich das neue Kabinett im Herrenhaus des Reichsrats vorstellen sollen. Da Lammasch zuvor mitgeteilt hatte, zu einer Regierungserklärung nicht in der Lage zu sein, wurde die Sitzung nach fünf Minuten geschlossen; es handelte sich um die letzte Sitzung des Herrenhauses vor seiner Abschaffung am 12. November 1918.
Das Ministerium Lammasch übergab seine deutschösterreichischen Agenden in den ersten Novembertagen 1918 an die Staatsregierung Renner. Ansonsten waren die k.k. Minister mit diversen organisatorischen Aufgaben im Übergang von der k.k. Staatsverwaltung zu den Nachfolgestaaten beschäftigt.
Mit dem am 3. November 1918 von der k.u.k. Armee im Namen des Kaisers geschlossenen Waffenstillstand mit den Kriegsgegnern (Villa Giusti) war weder das Ministerium Lammasch noch der Reichsrat befasst. Der deutschösterreichische Staatsrat, den der Kaiser einzubinden versucht hatte, lehnte jede Mitverantwortung ab.
Im Reichsgesetzblatt fand die Arbeit der kaiserlichen Regierung nur mehr geringen Ausdruck. Neue Gesetze waren auf Grund der politischen Situation nicht mehr möglich. Handelsminister Wieser erließ auf Grund des Kriegswirtschaftlichen Ermächtigungsgesetzes eine Verordnung über den Verbrauch von Zeitungsdruckpapier. Finanzminister Redlich kündigte neue Banknoten zu 25 und zu 200 Kronen und Kassenscheine an. Innenminister Gayer hob, wirksam am 3. November 1918, im Einvernehmen mit Justiz-, Finanz- und Handelsministerium die seit Kriegsbeginn 1914 erlassenen Verbote der Einfuhr und Verbreitung der im feindlichen Auslande erscheinenden Druckschriften auf.

### Verzichtserklärung und Enthebung

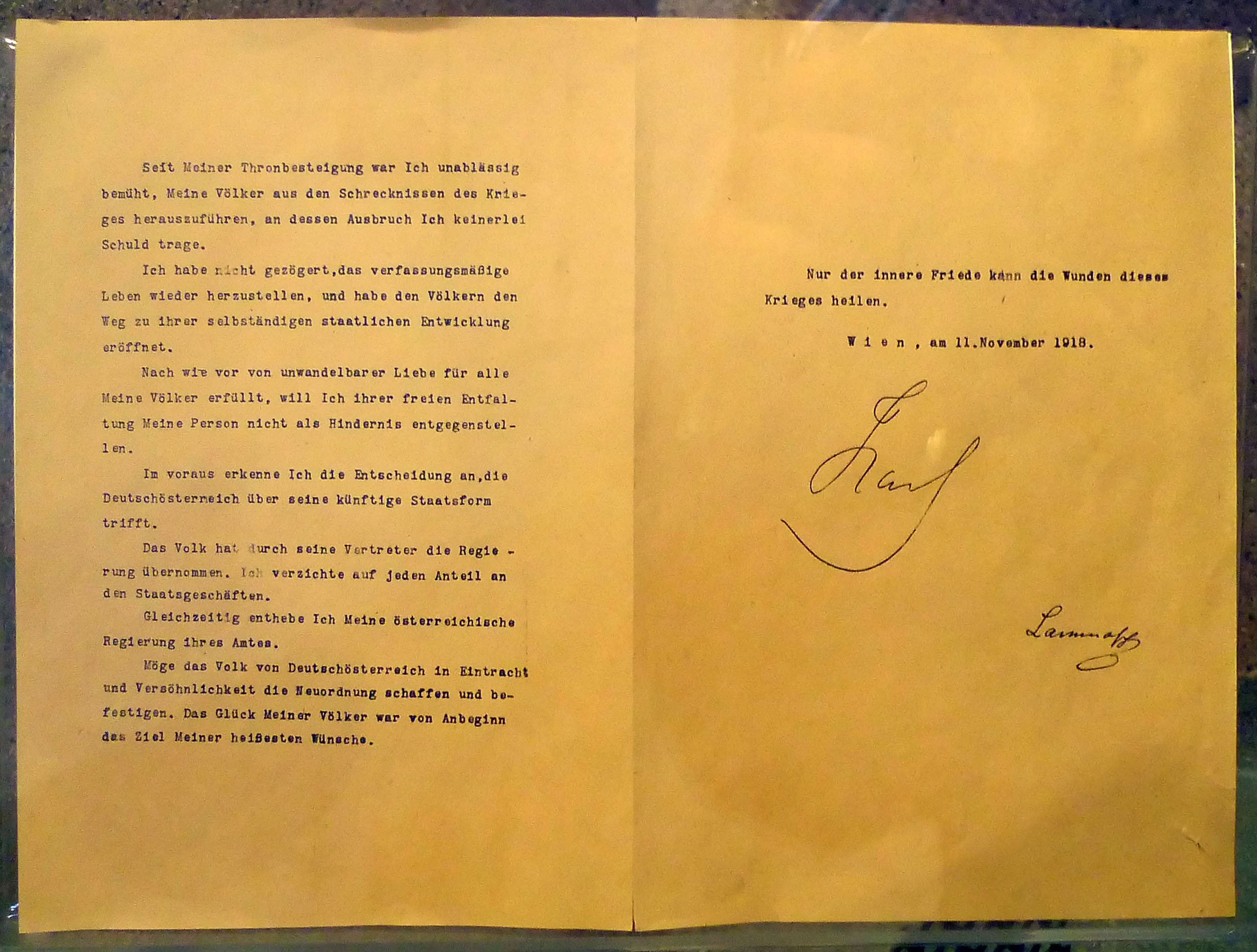
Verzichtserklärung des Kaisers, von Lammasch gegengezeichnet

Nach dem Bekanntwerden der Abdankung des deutschen Kaisers am 9. November 1918 war man im Kabinett allgemein der Auffassung, dass nun auch Karl
 I. nur mehr resignieren könne. Man befasste sich daher intensiv mit dem Entwurf einer vom Kaiser von Österreich abzugebenden Erklärung und arbeitete dazu mit dem deutschösterreichischen Staatsrat zusammen. Zum Vorgang liegt vom letzten k.k.
 Finanzminister, Josef Redlich, eine detaillierte Darstellung vor.
Am 11. November 1918 konnte Karl I. in Schloss Schönbrunn von Lammasch und Gayer zu Mittag dazu bewogen werden, auf die Ausübung seiner Monarchenfunktionen zu verzichten und dazu die von kaiserlichen und deutschösterreichischen Politikern ausgearbeitete Verzichtserklärung zu unterschreiben. Lammasch und seine Minister wurden um 14 Uhr vom Kaiser enthoben. Die Besiegelung des Untergangs Altösterreichs wurde von einigen enthobenen Ministern als sehr traurig empfunden.
Kaiser Karls Verzicht und das Ende des Ministeriums Lammasch wurden noch am 11. November 1918 per Extraausgabe der Wiener Zeitung publiziert. Unter der Verzichtserklärung wurde mitgeteilt, der deutschösterreichische Staatsrat werde in der Provisorischen Nationalversammlung tags darauf den Antrag stellen, den Staat per Gesetz zur demokratischen Republik zu erklären.
Da das cisleithanische Staatsgebilde keinen Nachfolger hatte (die neuen Staaten lehnten die formelle Rechtsnachfolge ab), hatte auch das Ministerium Lammasch keinen formellen Nachfolger.
Die Wiener Neue Freie Presse, die die Verzichtserklärung des Kaisers am Morgen des 12. Novembers trocken als Rücktritt vermerkte, kommentierte den Abgang Lammaschs so: „… Das Ministerium Lammasch war als Liquidationsministerium auf die Szene getreten. Inzwischen haben die Völker die Liquidation selbst besorgt. Das Liquidationsministerium, das von Anfang an ohnehin nur ein Scheindasein geführt hat, ist verschwunden. Auch der letzte Moment der Gemeinsamkeit der Staaten der Monarchie hat aufgehört …“
Die Provisorische Nationalversammlung für Deutschösterreich bestimmte in Artikel 4 des Gesetzes vom 12. November 1918 über die Staats- und Regierungsform von Deutschösterreich, „die k.u.k. und die k.k. Ministerien werden aufgelöst“. Die mit Außenpolitik, Militär und Finanzen befassten ehemaligen k.u.k. Minister waren auf Wunsch der deutschösterreichischen Staatsregierung unter deren Aufsicht noch einige Wochen bzw. Monate mit Liquidierungsaufgaben befasst.

## Bis 31. Oktober 1918 gemeinsame Minister
Die im Ministerrat für gemeinsame Angelegenheiten zusammentretenden k.u.k. Minister, bis 31. Oktober 1918 für beide Reichshälften zuständig, unterstanden dem Kaiser und König direkt und gehörten nicht dem Ministerium Lammasch an. Die letzten Amtsinhaber waren:
| K.u.k. Minister | Amtsinhaber | Anmerkung |
| --------------- | --- | --- |
| Außenminister   | Gyula Graf Andrássy der Jüngere bis 2. November 1918 dann Ludwig Freiherr von Flotow                                                   | Nach Andrássys Rücktritt wurde Flotow mit der Leitung betraut; vom 12. November 1918 bis 8. November 1920 fungierte er als Leiter des liquidierenden Außenministeriums unter Aufsicht des Staatsamtes des Äußern (siehe Staatsregierungen Renner I, II, III und Staats- bzw. Bundesregierung Mayr I).                                              |
| Kriegsminister  | Rudolf Freiherr Stöger-Steiner von Steinstätten                                                                                        | seit 12. April 1917 im Amt; vom 12. November bis Anfang Dezember 1918 Leiter des liquidierenden Kriegsministeriums unter Aufsicht des deutschösterreichischen Staatsamtes für Heerwesen (siehe Staatsregierung Renner I); das liquidierende Kriegsministerium wurde im April 1920 in das Militärliquidierungsamt umgewandelt, das bis 1931 bestand |
| Finanzminister  | Alexander Freiherr von Spitzmüller-Harmersbach, seit 7. September 1918 im Amt, bis 4. November 1918 dann Paul Freiherr von Kuh-Chrobak | Kuh-Chrobak, mit der Leitung betraut, war vom 12. November 1918 bis 31. Dezember 1920 Leiter des liquidierenden gemeinsamen Finanzministeriums unter der Aufsicht des Staatsamtes der Finanzen bzw. des Bundesministeriums für Finanzen (siehe Staatsregierungen Renner I, II, III und Staats- bzw. Bundesregierung Mayr I).                       |